# Lucien Weissenburger
Cet article possède un paronyme, voir Weissenburg.
Lucien Weissenburger, né à Nancy le 2 mai 1860 et mort dans la même ville le 24 février 1929, est un architecte français.
Il est un des principaux architectes adepte du style Art nouveau en Lorraine et un membre de l'École de Nancy.

## Biographie
Lucien Weissenburger est né le 2 mai1860 d'un fabricant de briques et de poteries. Son grand-père, un Alsacien, est venu s'installer à Nancy vers 1813, date marquant le début de l'exploitation de la fabrique familiale rue des Fabriques. Il est le dernier et quatrième fils d'une fratrie de huit enfants. L'aîné, Georges Weissenburger, reprend une des entreprises familiales et réalise de nombreuses collaborations avec des artistes nancéiens au cours de sa carrière.
Après un passage à l’École des Beaux-Arts de Nancy, il intègre l'agence de l'architecte Charles André à 17 ans. A 23 ans, il est admis à l’École des Beaux-Arts de Paris où il suit l'enseignement de Jules André et Victor Laloux. Dès l'obtention de son diplôme en 1887, il s'installe à Nancy où il va devenir une personnalité centrale dans l'animation du milieu architectural nancéien autour de 1900.
Sa carrière d'architecte s'échelonne de 1884 à 1924. Après la Première Guerre mondiale, son activité ralentit considérablement. À partir de 1922, l'architecte Raphaël Oudeville (1896-1949) travaille dans son cabinet et reprend une partie de ses charges, avant de reprendre son cabinet deux ans plus tard.
Il épouse Marie Jeanne Wiriath et de leur union naît un fils, Robert. Il meurt le 24 février 1929 à Nancy.
Si vous parcourez lors d’une visite les allées du cimetière de Préville à Nancy, vous pourrez vous arrêter allée G, devant la tombe où il est enterré avec sa femme.

## Vie professionnelle

### Réalisations et réseaux
Il est l'auteur de villas et hôtels particuliers parmi les plus célèbres de l'École de Nancy, telle la villa Bergeret, rue Lionnois, ou sa propre demeure, boulevard Charles-V. Il est aussi l'auteur de bâtiments industriels pour les entreprises Majorelle, Bergeret, Royer, ainsi que pour la Compagnie du Tramway. L'une de ses œuvres majeures est la Brasserie Excelsior, réalisée au début des années 1910 en collaboration avec l'architecte Alexandre Mivenville, et sise à l'angle des rues Mazagran et Henri Poincaré.
Les différentes réalisations de Lucien Weissenburger sont exemplaires de l'esprit de l'école de Nancy, dans la mesure où elle contribue à fédérer des artistes de diverses spécialités dans le but de concevoir des œuvres unitaires. La villa Bergeret est un bon exemple : Louis Majorelle et Jacques Gruber travaillent avec l'architecte pour réaliser une œuvre totale. Ces mêmes créateurs se retrouvent quelques années plus tard sur le chantier de l'hôtel d'Angleterre - Excelsior.
En marge de son activité nancéienne, Lucien Weissenburger est nommé architecte de la ville de Lunéville en 1888, moins d'un an après l'obtention de son diplôme, pour la construction de trois groupes scolaires. Il en a également dessiné le théâtre, dans un style relevant davantage de l'éclectisme.
Il est un des membres fondateurs de la Société des Architectes de l'Est de la France en 1888. Entre syndicat et regroupement d'architectes, cette société s'articule comme une branche régionale de la Société Centrale des Architectes fondée en 1840 à Paris. Lucien Weissenburger est plusieurs fois élu comme secrétaire ou trésorier, avant d'en devenir le Vice-Président pour la Meurthe-et-Moselle au début des années 1910, puis Président en 1921.
Il est également membre de la Société des Architectes Diplômés par le Gouvernement, sorte d'amicale d'anciens camarades de classe ou d'ateliers ; de l'Association Amicale Lorraine des Anciens Élèves de l’École des Beaux-Arts ; de la Société Lorraine des Amis des Arts, créée à Nancy en 1833, où il expose plusieurs de ses aquarelles et des photographies entre 1890 et 1904 ; de l'Association des Artistes Lorrains, créée en 1892 ; de l'Association Lorraine de Photographie, fondée en 1894.

### Engagement dans le logement social
Dans la seconde moitié du XIXe s'affirme une préoccupation générale pour la pénurie et l'insalubrité des logements d'ouvriers. Lucien Weissenburger s'engage très tôt dans cette lutte, particulièrement forte à Nancy avec l'arrivée des optants et l'industrialisation croissante. Rapporteur auprès du Service d'Hygiène de la Ville de Nancy à partir de 1900, l'architecte construit des logements sociaux et ouvriers tout au long de sa carrière.
Sa première réalisation, en 1890, était une cité ouvrière, composée de 40 logements, pour l'usine de chaux Fisson à Xeuilley. En 1910, il est un des membres fondateurs de la Société Anonyme d'Habitations à Bon Marché (SAHBM) de Nancy, aux côtés de Félix Senn, professeur de droit à l'université, et d'artistes et industriels comme Antonin Daum et Louis Majorelle. Il en est également l'architecte et construit, à ce titre, des ensembles d'immeubles HBM, rue de Saverne (101 logements) et rue de Solignac (40 logements), entre 1910 et 1911.

## Réalisations
Ses réalisations se concentrent principalement en Lorraine, à Nancy surtout, et à Lunéville. Elles sont d'une grande diversité : villas, logements ouvriers et sociaux, commerces, théâtre, hospices, pavillons d'exposition, usines, monuments funéraires, etc. Lucien Weissenburger ne se cantonne pas à un style, ses influences et ses références changent au cours de sa carrière selon le goût de l'époque et de ses commanditaires : historicisme, régionalisme et Art nouveau. Cependant, si l'on excepte le théâtre de Lunéville, il est surtout connu pour ses ouvrages École de Nancy.
On lui doit près de 130 édifices à Nancy.
- Les Magasins Réunis, 1890-1907, pour Corbin & Cie, Nancy, détruits.
- Villa Jika, dite villa Majorelle, 1898-1902, villa conçue et dessinée par l'architecte parisien Henri Sauvage ; Weissenburger est architecte d'exécution, Nancy.
- Imprimerie Royer pour Jules Royer, 1899-1900, Nancy.
- Villa Bergeret et imprimerie, 1903-1904, Nancy.
- Villa Corbin (1904-1909), Nancy, actuellement les fondations du musée de l'École de Nancy.
- Immeuble Weissenburger, 1904-1906, Nancy.
- Villa Henri-Emmanuel Lang, 1906, Nancy.
- Maison Chardot, 1907, cours Léopold, Nancy.
- Théâtre de Lunéville, 1908.
- Exposition internationale de l'Est de la France (1909), Nancy :
  - Maison des Magasins Réunis ;
  - Pavillon du Gaz.
- Brasserie l'Excelsior et l'hôtel Angleterre, 1911, Nancy.
- Magasins Vaxelaire, Pignot, et Cie, 1913, Nancy.
- liste des réalisations [13],[14]

Réalisations de Lucien Weissenburger
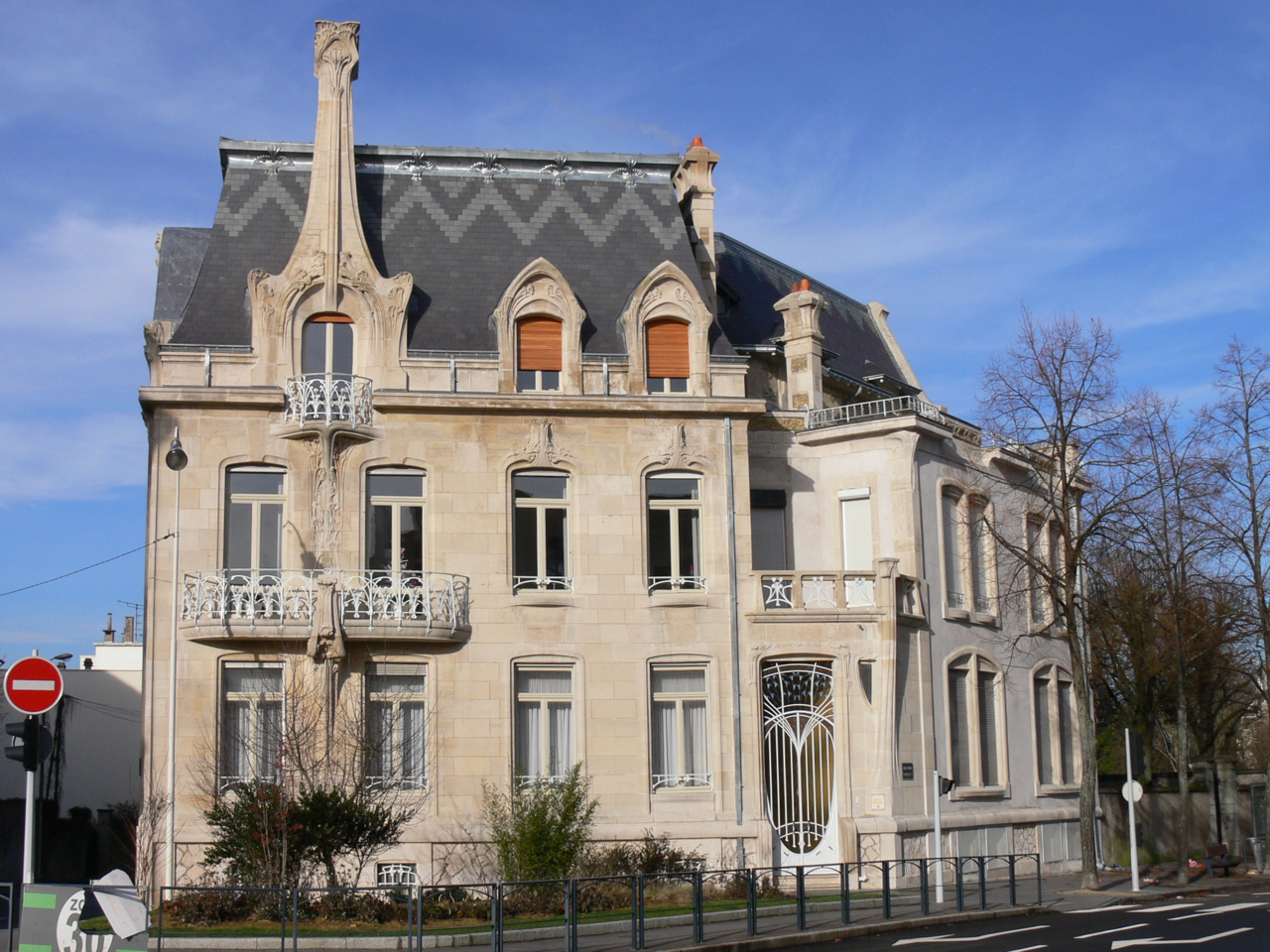
Immeuble Weissenburger (1906), Nancy.
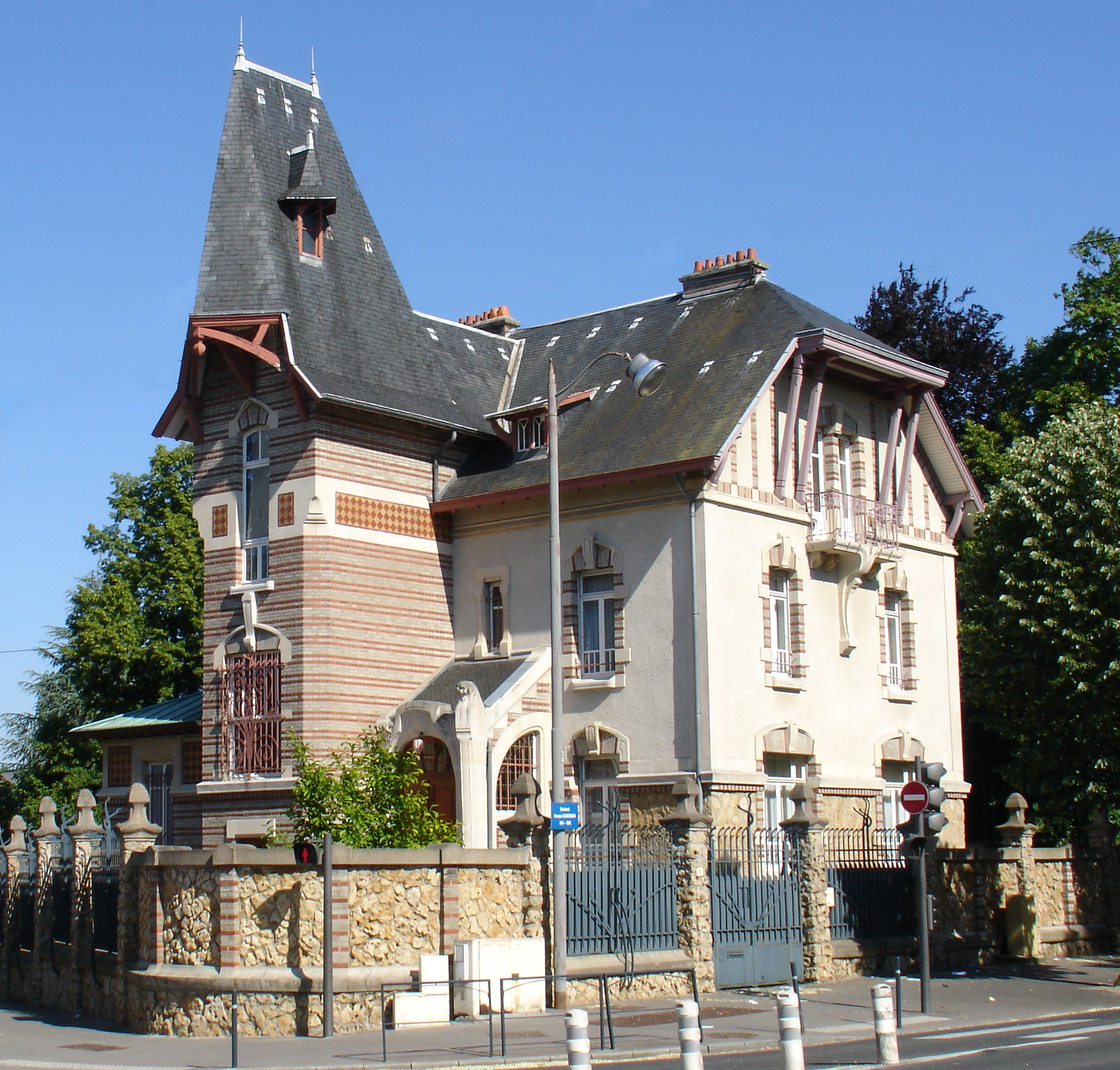
Villa Henri-Emmanuel Lang (1906), Nancy, parc de Saurupt.
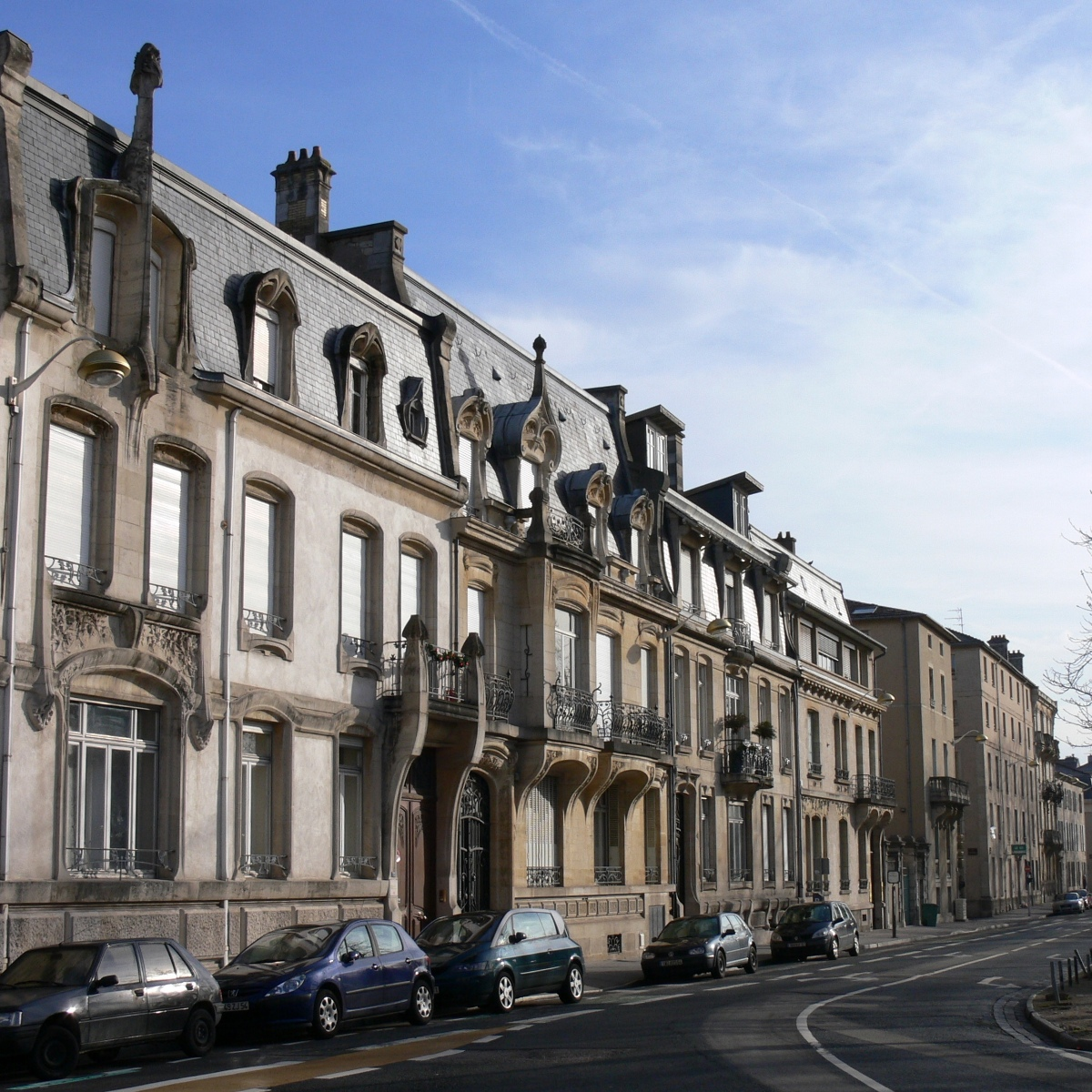
Maison Chardot (1907), Nancy, cours Léopold.
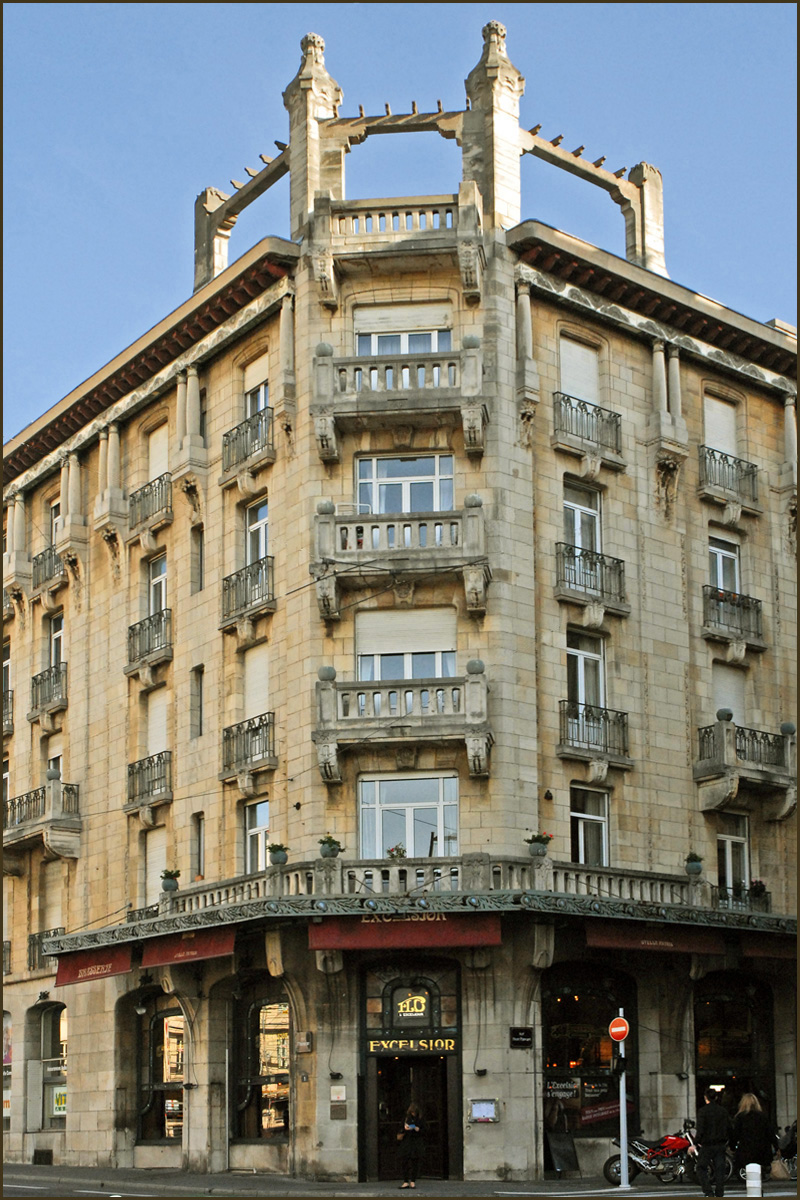
Brasserie l'excelsior (1911), Nancy, rue Mazagran.